# Charity Navigator
Charity Navigator es una organización sin ánimo de lucro estadounidense que califica a entidades benéficas registradas en los Estados Unidos. Sus evaluaciones, de acceso gratuito, analizan aspectos financieros, de gobernanza y, progresivamente, los resultados e impacto reportados por las propias organizaciones.
A junio de 2023 la plataforma ofrecía valoraciones para más de 200 000 organizaciones, lo que la convierte en el evaluador de ONG más consultado del país.

## Historia
La organización fue fundada en 2001 por el empresario John P. Dugan con el fin de «ayudar a los donantes a tomar decisiones informadas y reconocer a las entidades mejor gestionadas».  
En 2020 introdujo el sistema de calificación Encompass, que amplió su cobertura de unas 9 000 a más de 160 000 entidades e incorporó nuevos indicadores sobre impacto y gobernanza.  
Desde noviembre de 2022 unifica su tradicional escala de 0-4 estrellas con la metodología Encompass en un único sistema.

## Metodología de calificación
Las entidades se valoran a través de hasta cinco «balizas» (beacons): Finanzas y responsabilidad, Impacto y resultados, Liderazgo y adaptabilidad, Cultura y comunidad y Equidad. Cada baliza se puntúa sobre 100 y su ponderación agrega un resultado global expresado en 0-4 estrellas.

## Cobertura e influencia
Diversos estudios y medios han señalado que las puntuaciones de Charity Navigator influyen en el comportamiento de los donantes, que tienden a favorecer a las entidades mejor calificadas.

## Críticas
La organización ha sido criticada por otorgar un peso excesivo a los ratios de «gastos generales», lo que podría penalizar a ONG que invierten en desarrollo institucional.  
En 2013 firmó la carta abierta «Overhead Myth», donde advertía de las limitaciones de ese indicador y animaba a medir el impacto efectivo de los programas.  
La incorporación de métricas de impacto y cultura organizacional en la metodología unificada se interpreta como respuesta a estas críticas.